# Касимов, Алексей Степанович
Алексей Степанович Касимов (1914 — ?) — советский футболист, нападающий.

## Карьера
За свою карьеру выступал в советских командах «Спартак» (Москва), «Спартак» (Минск), «Пищевик» (Москва) и «Спартак» (Харьков).